# Scythris tephrella
Scythris tephrella is een vlinder uit de familie dikkopmotten (Scythrididae). De wetenschappelijke naam van deze soort is voor het eerst geldig gepubliceerd in 2005 door Bengtsson.
De soort komt voor in tropisch Afrika.